# Rolex Paris Masters 2020
Rolex Paris Masters 2020 byl profesionální tenisový turnaj mužů, hraný jako součást okruhu ATP Tour, v komplexu arény Bercy na krytých dvorcích s tvrdým povrchem GreenSet. Probíhal mezi 2. až 8. listopadem 2020 ve francouzské metropoli Paříži jako čtyřicátý devátý ročník. Generálním sponzorem se počtvrté stala švýcarská hodinářská firma Rolex.
Turnaj se po grandslamu a ATP Finals řadil do třetí nejvyšší kategorie okruhu, ATP Tour Masters 1000. Představoval závěrečnou událost této série. V důsledku pandemie covidu-19 se odehrával bez přítomnosti diváků. Dotace pařížské akce činily 3 732 608 eur.
Nejvýše nasazeným hráčem ve dvouhře se stal druhý tenista světa Rafael Nadal ze Španělska. Jako poslední přímý účastník byl do hlavní singlové soutěže přijat 59. hráč žebříčku Fernando Verdasco, který však do turnaje nezasáhl.
Devátý singlový titul na okruhu ATP Tour, první v probíhající sezóně a celkově  třetí v sérii Masters vybojoval 24letý Rus Daniil Medveděv. První společnou trofej ze čtyřhry túry ATP si odvezla kanadsko-polská dvojice Félix Auger-Aliassime a Hubert Hurkacz. Oba hráči spolu startovali na profesionálním turnaji teprve podruhé.

## Distribuce bodů a finančních odměn

### Distribuce bodů
| Soutěž  | vítězové | finalisté | semifinalisté | čtvrtfinalisté | 16 v kole | 32 v kole | 64 v kole | Q  | Q2 | Q1 |
| ------- | -------- | --------- | ------------- | -------------- | --------- | --------- | --------- | -- | -- | -- |
| dvouhra | 1000     | 600       | 360           | 180            | 90        | 45        | 10        | 25 | 16 | 0  |
| čtyřhra | 1000     | 600       | 360           | 180            | 90        | 0         | —         | —  | —  | —  |

### Finanční odměny
| Soutěž                                | vítězové  | finalisté | semifinalisté | čtvrtfinalisté | 16 v kole | 32 v kole | 64 v kole | Q2       | Q1      |
| ------------------------------------- | --------- | --------- | ------------- | -------------- | --------- | --------- | --------- | -------- | ------- |
| dvouhra                               | 225 210 € | 150 000 € | 100 000 €     | 78 000 €       | 56 000 €  | 36 000 €  | 22 275 €  | 10 865 € | 6 160 € |
| čtyřhra                               | 91 665 €  | 69 000 €  | 48 000 €      | 32 000 €       | 21 870 €  | 11 550 €  | —         | —        | —       |
| ve čtyřhře jsou částky uváděny na pár |           |           |               |                |           |           |           |          |         |

## Dvouhra

### Nasazení hráčů
| Země                          | Hráč                  | ATP | Nasazení |
| ----------------------------- | --------------------- | --- | -------- |
| Španělsko                     | Rafael Nadal          | 2.  | 1.       |
| Řecko                         | Stefanos Tsitsipas    | 5.  | 2.       |
| Rusko                         | Daniil Medveděv       | 6.  | 3.       |
| Německo                       | Alexander Zverev      | 7.  | 4.       |
| Rusko                         | Andrej Rubljov        | 8.  | 5.       |
| Argentina                     | Diego Schwartzman     | 9.  | 6.       |
| Itálie                        | Matteo Berrettini     | 10. | 7.       |
| Belgie                        | David Goffin          | 14. | 8.       |
| Španělsko                     | Pablo Carreño Busta   | 15. | 9.       |
| Kanada                        | Milos Raonic          | 17. | 10.      |
| Rusko                         | Karen Chačanov        | 18. | 11.      |
| Švýcarsko                     | Stan Wawrinka         | 19. | 12.      |
| Bulharsko                     | Grigor Dimitrov       | 20. | 13.      |
| Kanada                        | Félix Auger-Aliassime | 21. | 14.      |
| Chorvatsko                    | Borna Ćorić           | 24. | 15.      |
| Austrálie                     | Alex de Minaur        | 25. | 16.      |
| Žebříček ATP k 26. říjnu 2020 |                       |     |          |

### Jiné formy účasti na turnaji
Následující hráči obdrželi divokou kartu do hlavní soutěže:
- Benjamin Bonzi
- Hugo Gaston
- Pierre-Hugues Herbert
- Corentin Moutet

Následující hráč do hlavní soutěže obdržel zvláštní výjimku:
- Kevin Anderson

Následující hráči postoupili z kvalifikace:
- Marco Cecchinato
- Alejandro Davidovich Fokina
- Federico Delbonis
- Márton Fucsovics
- Marcos Giron
- Norbert Gombos
- Stefano Travaglia

Následující hráči postoupili z kvalifikace jako tzv. šťastní poražení:
- Radu Albot
- Salvatore Caruso
- Federico Coria
- Laslo Djere

### Odhlášení
před začátkem turnaje
- Roberto Bautista Agut → nahradil jej  Tommy Paul
- Grigor Dimitrov → nahradil jej  Radu Albot
- Novak Djoković → nahradil jej  Feliciano López
- Kyle Edmund → nahradil jej  Aljaž Bedene
- Fabio Fognini → nahradil jej  Pablo Andújar
- Cristian Garín → nahradil jej  Salvatore Caruso
- John Isner → nahradil jej  Tennys Sandgren
- Nick Kyrgios → nahradil jej  Lorenzo Sonego
- Gaël Monfils → nahradil jej  Jordan Thompson
- Kei Nišikori → nahradil jej  Gilles Simon
- Reilly Opelka → nahradil jej  Alexandr Bublik
- Benoît Paire → nahradil jej  Federico Coria
- Guido Pella → nahradil jej  Richard Gasquet
- Denis Shapovalov → nahradil jej  Jošihito Nišioka
- Dominic Thiem → nahradil jej  Laslo Djere

## Čtyřhra

### Nasazení párů
| Země                                                                     | Hráč                  | Země               | Hráč                   | ATP | Nasazení |
| ------------------------------------------------------------------------ | --------------------- | ------------------ | ---------------------- | --- | -------- |
| Kolumbie                                                                 | Robert Farah          | Argentina          | Horacio Zeballos       | 4.  | 1.       |
| Chorvatsko                                                               | Mate Pavić            | Brazílie           | Bruno Soares           | 11. | 2.       |
| USA                                                                      | Rajeev Ram            | Spojené království | Joe Salisbury          | 17. | 3.       |
| Polsko                                                                   | Łukasz Kubot          | Brazílie           | Marcelo Melo           | 24. | 4.       |
| Francie                                                                  | Pierre-Hugues Herbert | Francie            | Nicolas Mahut          | 25. | 5.       |
| Nizozemsko                                                               | Wesley Koolhof        | Chorvatsko         | Nikola Mektić          | 27. | 6.       |
| Austrálie                                                                | John Peers            | Nový Zéland        | Michael Venus          | 34. | 7.       |
| Rakousko                                                                 | Jürgen Melzer         | Francie            | Édouard Roger-Vasselin | 47. | 8.       |
| Francie                                                                  | Fabrice Martin        | Nizozemsko         | Jean-Julien Rojer      | 48. | 9.       |
| Žebříček ATP k 26. říjnu 2020; číslo je součtem umístění obou členů páru |                       |                    |                        |     |          |

### Jiné formy účasti
Následující páry obdržely divokou kartu do hlavní soutěže:
- Hugo Gaston /  Ugo Humbert
- Adrian Mannarino /  Gilles Simon

Následující pár nastoupil do čtyřhry z pozice náhradníka:
- Nikola Ćaćić /  Dušan Lajović

## Přehled finále

### Mužská dvouhra
- Daniil Medveděv vs.  Alexander Zverev, 5–7, 6–4, 6–1

### Mužská čtyřhra
- Félix Auger-Aliassime /  Hubert Hurkacz vs.  Mate Pavić /  Bruno Soares, 6–7(3–7), 7–6(9–7), [10–2]